# St. Gallus (Baldingen)

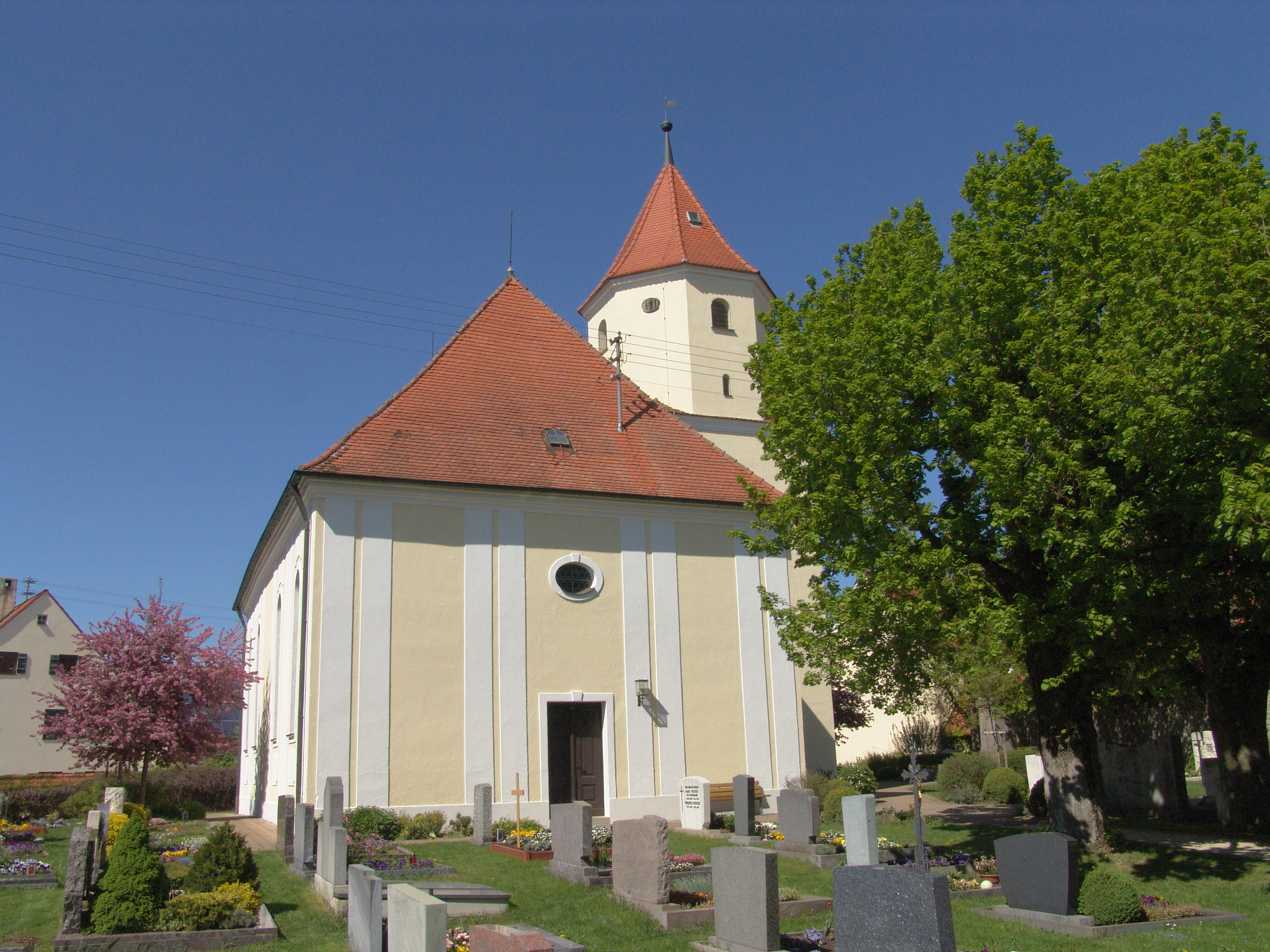
St. Gallus (Baldingen)

Die evangelisch-lutherische Filialkirche St. Gallus steht in Baldingen, einem Stadtteil von Nördlingen im schwäbischen Landkreis Donau-Ries in Bayern. Das Bauwerk ist in der Liste der Baudenkmäler in Nördlingen als Baudenkmal unter der Nr. D-7-79-194-419 eingetragen. Die Kirchengemeinde gehört zum Dekanat Donau-Ries des Kirchenkreises Augsburg der Evangelisch-Lutherischen Kirche in Bayern.

## Beschreibung
Die unteren Geschosse des Chorturms stammen von einem romanischen Vorgängerbau. Er wurde um 1700 mit einem achteckigen Geschoss aufgestockt, das die Turmuhr und den Glockenstuhl beherbergt, und mit einem spitzen Helm bedeckt. Das Langhaus des Vorgängerbaus wurde 1745 abgebrochen. An seiner Stelle wurde nach einem Entwurf von Johann David  Steingruber quer nach Westen an den Chorturm das neue, mit einem Walmdach bedeckte Langhaus 1755 im Markgrafenstil angebaut. 
Zur Kirchenausstattung gehört ein Kanzelaltar aus der Erbauungszeit. An der Brüstung der Kanzel sind die vier Evangelisten dargestellt. An den Brüstungen der Emporen sind die Apostel zu sehen.